# 喧嘩のあとでくちづけを
「喧嘩のあとでくちづけを」（けんかのあとでくちづけを）は、1969年11月20日にリリースされたいしだあゆみのシングルである。

## 収録曲
※全作詞：なかにし礼／作曲：中村泰士／編曲：森岡賢一郎
1. 喧嘩のあとでくちづけを
2. 天使の足音

## 収録アルバム
- 『GOLDEN☆BEST いしだあゆみ』（#5）

など